# Pierre Delmar
Pierre Delmar, né le 13 décembre 1938 à Roubaix, est un pharmacien et un homme politique français.

## Biographie
Pharmacien de profession, Pierre Delmar est maire de Forcalquier de 1983 à 1989 et de 1995 à 2001. 
En 1986, tête de liste d'« opposition républicaine RPR », il est élu député des Alpes-de-Haute-Provence au scrutin proportionnel de liste. Candidat à sa réélection dans la deuxième circonscription des Alpes-de-Haute-Provence, il est cependant battu lors des élections législatives de 1988 par le socialiste André Bellon.
En 1993, il se présente à nouveau sous l'étiquette RPR dans la deuxième circonscription et remporte le scrutin avec 72,36 % des voix au second tour face à la candidate du Front national Mireille d'Ornano, le député socialiste sortant ayant été éliminé dès le premier tour.
Il est par ailleurs conseiller général du canton de Forcalquier d'avril 1983 à mars 1998.
Lors des élections municipales de 1989 à Forcalquier, il lui manque 5 voix pour être reconduit dans ses fonctions.
Il réalise son plus mauvais score lors des élections législatives de 2002 où il obtient le score de 0,00 %.

## Détail des fonctions et des mandats
Mandats parlementaires
- 2 avril 1986 - 14 mai 1988 : député des Alpes-de-Haute-Provence
- 2 avril 1993 - 21 avril 1997 : député de la 2e circonscription des Alpes-de-Haute-Provence

Mandats locaux
- mars 1983 - mars 1989 : maire de Forcalquier
- avril 1983 - mars 1998 : conseiller général du canton de Forcalquier
- 1992 - 1998 : vice-président du conseil général
- juin 1995 - mars 2001 : maire de Forcalquier